# Vihtasaari (ö i Kajanaland, Kehys-Kainuu, lat 64,37, long 29,16)
Vihtasaari är en ö i Finland. Den ligger i sjön Vuosanganjärvi och Hyötyjärvi och i kommunen Kuhmo i den ekonomiska regionen  Kehys-Kainuu  och landskapet Kajanaland, i den centrala delen av landet, 500 km norr om huvudstaden Helsingfors. Öns area är 1,6 hektar och dess största längd är 280 meter i sydöst-nordvästlig riktning.